# Henry Lisle
Pour les articles homonymes, voir Lisle.
Henry Claud Lisle (12 décembre 1846-1916) est un avocat et homme politique provincial canadien de la Saskatchewan. Il représente la circonscription de Lloydminster à titre de député du Parti libéral de la Saskatchewan de 1908 à 1912.

## Biographie
Né à Audlem dans le Cheshire en Angleterre, Lisle est le fils de Claud Lewis Lisle et étudie à Norwich dans le Norfolk. En 1870, il épouse Elizabeth Corfield et s'installe ensuite à Lloydminster en Saskatchewan.